# Прямикова, Тамара Ивановна
Тама́ра Ива́новна Прямикова (род. 19 июля 1952) — глава города Мурманска (2018—2019), исполняющая обязанности главы города Мурманска (в 2016 и  2021-2022). Депутат Совета депутатов города Мурманска I, II, III, IV и V созывов.

## Биография
Тамара Ивановна родилась 19 июля 1952 года.
В 1982 году окончила Мурманский государственный педагогический институт по специальности «История», присвоена квалификация «Учитель истории и обществоведения средней школы».
Работать начала в 1972 году в школе № 34, в 1976 году перешла в новую школу № 27, где вскоре стала учителем истории, а в 1987 году — директором. Награждена значком «Отличник народного просвещения».
Избиралась в Совета депутатов города Мурманска всех пяти созывов. В мае 2007 года стала заместителем председателя Совета депутатов города Мурманска III созыва. В апреле 2011 года вновь избрана на эту должность в Совете VI созыва.
5 октября 2016 года в связи с избранием депутатом Государственной Думы России мэра Мурманска Алексея Веллера стала временно исполняющей обязанности главы города, в должности пробыла до избрания мэром в декабре 2016 года Дмитрия Филиппова. 20 сентября 2018 года после сложения полномочия мэра Мурманска Дмитрием Филипповым, вновь стала временно исполняющей обязанности главы города, а 25 октября была единогласно избрана главой Мурманска. 4 октября 2019 года её сменил избранный новым созывом горсовета Андрей Сысоев, а Тамара Прямикова 14 октября 2019 была избрана его заместителем.
30 сентября 2021 года избрана временно исполняющей обязанности главы Мурманска. 6 декабря 2021 исключена из партии «Единая Россия».

## Семья
Замужем. Две дочери, четверо внуков.